# Пахомов, Алексей Фёдорович
Алексей Фёдорович Пахо́мов (19 сентября [2 октября] 1900, дер. Варламово, Вологодская губерния — 14 апреля 1973, Ленинград) — советский, российский художник-живописец, график, педагог. Народный художник СССР (1971). Лауреат Государственной премии СССР (1973 — посмертно) и Сталинской премии второй степени (1946).

## Период учёбы
Родился 19 сентября (2 октября) 1900 года в деревне Варламово (ныне — в Харовском районе Вологодской области).
С ранних лет проявил способности к рисованию. При активном содействии представителей местного дворянства (сына и отца Зубовых) был направлен в Начальное училище в Кадников, а в 1915 году — в Петроград, в Центральное училище технического рисования барона Александра Людвиговича Штиглица (ныне Санкт-Петербургская государственная художественно-промышленная академия им. А. Л. Штиглица). В училище попал в мастерскую Николая Андреевича Тырсы, а после службы в армии перешёл в мастерскую Владимира Васильевича Лебедева. Работал учителем рисования в школе Кадникова (1918). В 1920—1925 годах учился во ВХУТЕМАС в Петрограде. Его учителями были Александр Иванович Савинов, Сергей Васильевич Чехонин и Василий Иванович Шухаев.
Многочисленные авангардистские течения, господствовавшие в первой четверти XX века, оказали заметное влияние на преподавателей и саму систему обучения в училище. По воспоминаниям художника, Н. Тырса часто доказывал, что ученик А. Пахомов находится в плену прошлого, в плену старых, рутинных художественных понятий. О царившей в училище атмосфере говорят лозунги, печатавшиеся крупными буквами во всю ширину страницы в газете «Искусство коммуны»: «Мы прекрасны в неуклонной измене своему прошлому», «Разрушить — это и значит создать, ибо, разрушая, мы преодолеваем своё прошлое», «Пролетарий — творец будущего, а не наследник прошлого». Пройдя через увлечения современными течениями в искусстве, он, тем не менее, неизменно обращался к работе с натуры, выполняя многочисленные наброски и зарисовки. Карандашные наброски не ценил, считая их вспомогательным материалом для будущих серьёзных работ. Однако Н. Тырса и В. Лебедев убедили его, что такого рода рисунки, выполненные выразительно, с чувством и знанием предмета изображения, могут являться произведениями самостоятельной художественной значимости. Советы учителей сыграли важную роль в формировании собственного стиля и творческого мировоззрения художника.

## Живопись и книжная графика
В конце 1920-х гг. начал работу в книжной графике, у своего учителя Владимира Васильевича Лебедева, ставшего художественным редактором издательства «Детская литература» и привлёкшего в него ряд талантливых молодых живописцев. Как мастер В. Лебедев привносил немало своего в работы учеников, иной раз самостоятельно переделывая их рисунки. В 1936 году с распространением офсетной печати А. Пахомову удалось уговорить В. Лебедева попробовать изготовить офсетную печатную форму с карандашных рисунков. В результате была выпущена книжка «Школьные товарищи» Самуила Яковлевича Маршака с иллюстрациями А. Пахомова. После этого он стал иллюстрировать книги преимущественно в своей любимой карандашной манере. В это время он также сотрудничал в детских журналах «Чиж» и «Ёж». За время работы с В. Лебедевым у художника сложился в эти годы свой собственный, узнаваемый почерк, отличающий десятки проиллюстрированных им книг. Занимал одно из ведущих мест среди художников детской книжной графики Ленинграда 1920—1940-х годов.
Член «Объединения новых течений в искусстве» (1922—1923), художественного объединения «Круг художников» (1926—1932), член правления ЛОСХ (1932—1949).
Как живописец создал много значительных работ, занявших своё место в истории ленинградского искусства XX века. В их числе: «Жница» (1928, ГРМ), «Девушка в голубом» (1929, ГРМ), «Стрелки из лука» (1930,ГРМ), «Портрет ударницы Молодцовой» (1931, ГРМ).
Историки ленинградского искусства отмечают принадлежность художника к ленинградской школе пейзажной живописи, мастера которой далеко не ограничивались одним только пейзажным жанром.

«Все эти мастера, много работавшие не только в графике, но и в станковой живописи, называли свой творческий метод „живописным реализмом“, понимая под этим термином искусство обращения к реальной окружающей действительности, именно из неё черпая свои темы и образы… опирающееся не только на традицию критического реализма 19 века, а широко использующее опыт и достижения всей новой и новейшей художественной культуры как русской, так и западноевропейской… Можно было бы назвать „графическим реализмом“ творческое течение, сформировавшееся тогда в среде мастеров детской иллюстрированной книги, работавших под руководством Владимира Васильевича Лебедева, Николая Андреевича Тырсы и Николая Фёдоровича Лапшина в художественной редакции детского отделения Госиздата».— Валентин Иванович Курдов
Эстетика «графического реализма» складывалась не только из системы художественных приёмов. Можно охарактеризовать его и как настоящее творческое течение, ввиду имеющихся согласованных творческих принципов. Оно объединяло многих художников, включённых в процесс становления и развития детской книги в ленинградской графике 1920—1930-х годов.
Войну художник пережил в блокадном Ленинграде, автор драматической серии литографий «Ленинград в дни блокады» (1942—1944). В 1944 году принял участие в выставке пяти работавших в блокаду художников в Русском музее (Владимир Михайлович Конашевич, Вячеслав Владимирович Пакулин, Алексей Фёдорович Пахомов, Константин Иванович Рудаков и Александр Алексеевич Стрекавин). Позднее, в феврале 1945 года, они экспонировались в Москве.

## Преподавательская деятельность

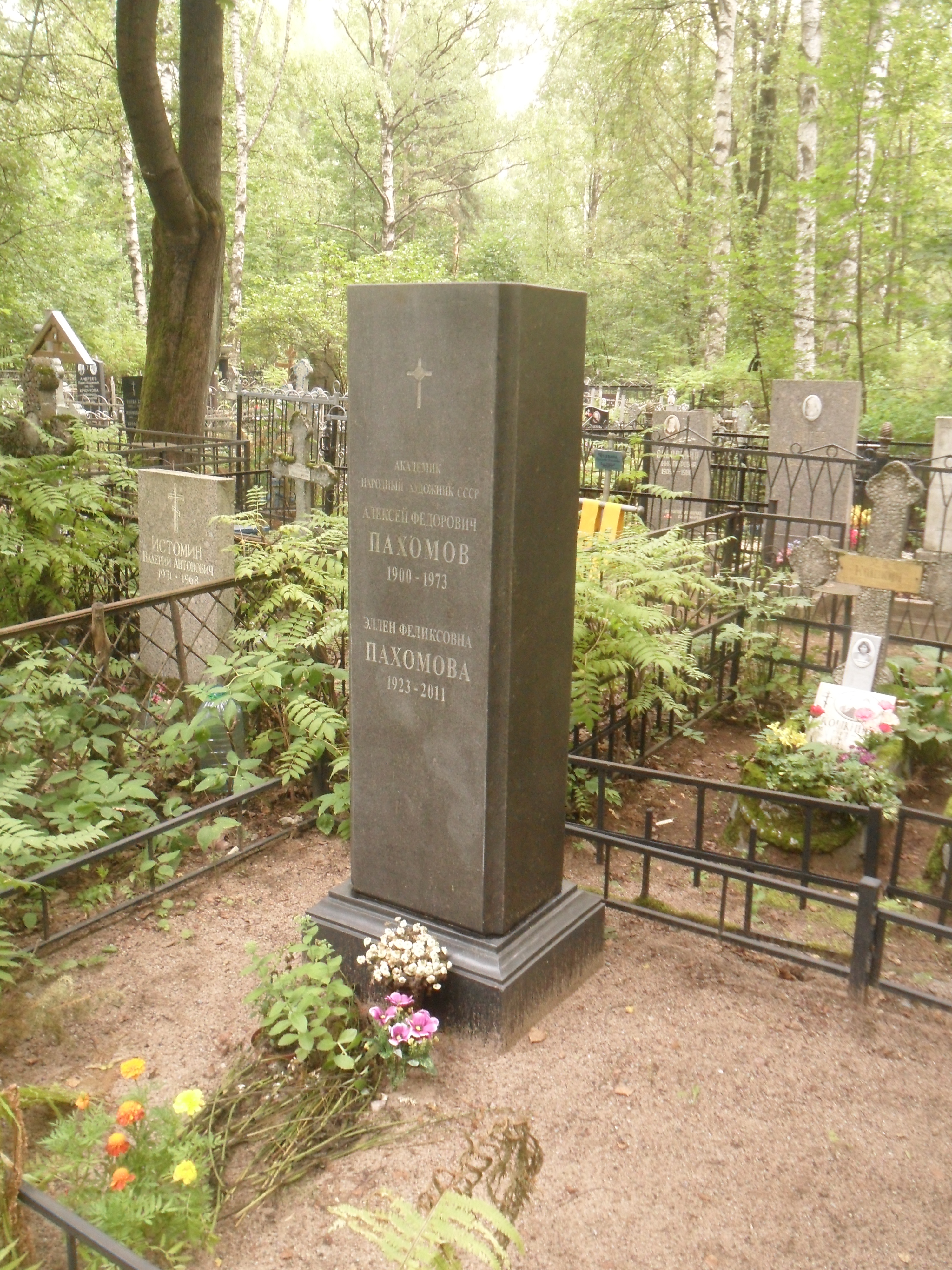
Могила Пахомова на Богословском кладбище Санкт-Петербурга.

С 1942 года преподавал в Ленинградском институте живописи, скульптуры и архитектуры имени И. Е. Репина (с 1949 — профессор). Руководил персональной мастерской станковой графики.
К началу 1960-х годов, несмотря на известность и официальное признание, почувствовал необходимость обновления своего изобразительного языка. Толчком к этому послужила прошедшая в 1961 году в ГРМ его юбилейная персональная выставка, на которой большой интерес вызвали его ранние цветные иллюстрации. Он решил вновь использовать в иллюстрации цвет, возвратился к собственным, разработанным ещё в 1920-е годы, приёмам. В результате появились книги с цветными иллюстрациями: «Липунюшка» Льва Николаевича Толстого (цв. карандаш), «Бабушка, внучка да курочка» (акварель) и другие.
Известны живописные и графические портреты художника, исполненные в разные годы ленинградскими художниками, в том числе Пеном Варленом (1963).
Автор книги: «Про свою работу» (Л., 1971).
Действительный член АХ СССР (1964). Член Союза художников СССР.
Алексей Фёдорович Пахомов скончался 14 апреля 1973 года в Ленинграде (ныне Санкт-Петербург).

## Семья
Сын Андрей Алексеевич Пахомов (1947—2015) — художник-график, член-корреспондент Российской академии художеств.
Дочь Елена Алексеевна Пахомова.

## Адреса в Санкт-Петербурге
- 1-е Парголово, ул. Чайковского

## Память

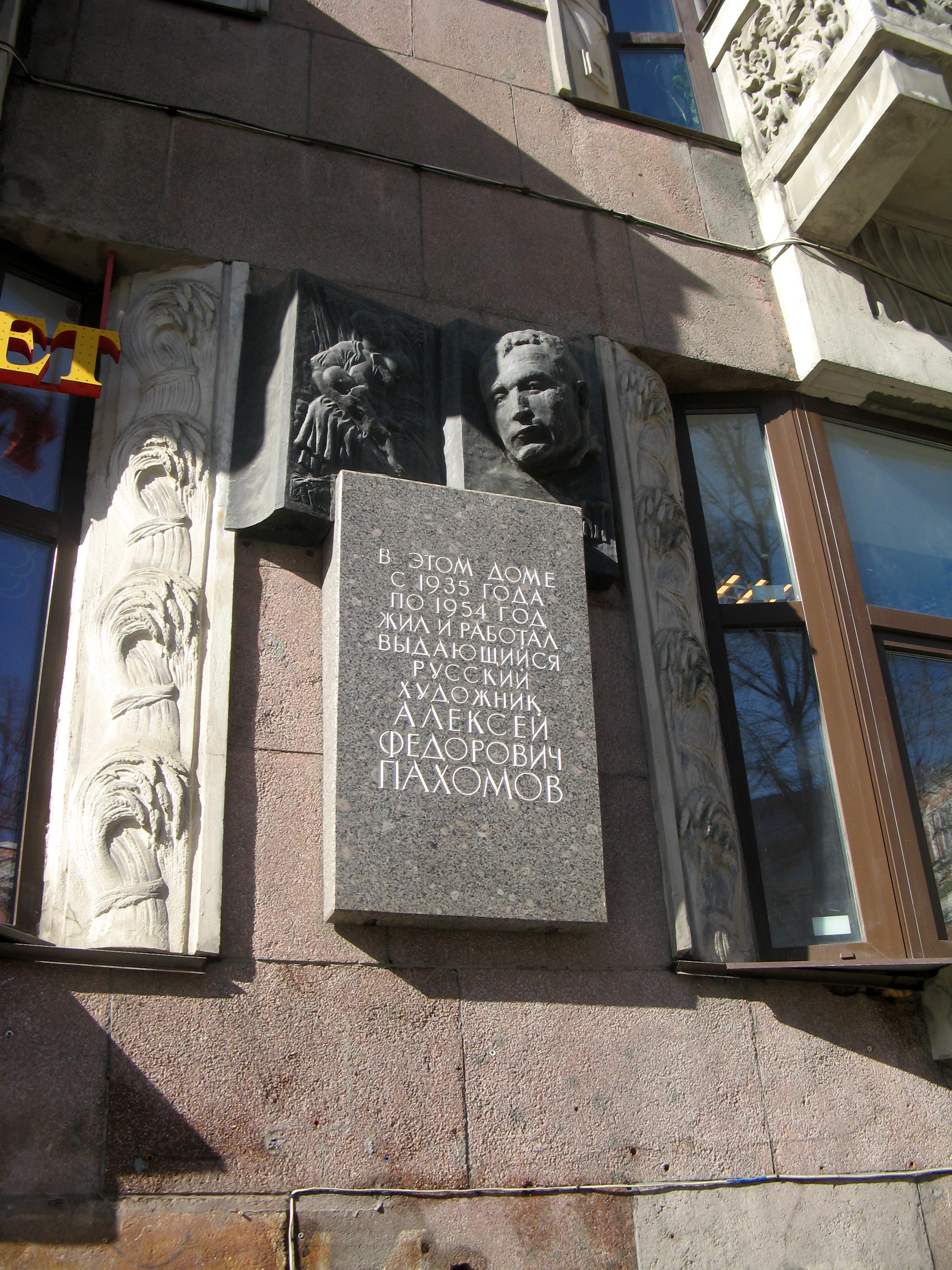
Мемориальная доска А. Ф. Пахомову на д. 14 по Каменноостровскому

- Похоронен на Богословском кладбище.
- Мемориальная доска с горельефом А. Ф. Пахомову установлена на д. 14 по Каменноостровскому проспекту.
- Выставка «Жизнь. Любовь. Работа» (Санкт-Петербург, Белый зал Детской библиотеки истории и культуры Петербурга, декабрь 2021 г.)

## Награды и звания
- Заслуженный деятель искусств РСФСР (1945)
- Народный художник РСФСР (1963)
- Народный художник СССР (1971)
- Сталинская премия второй степени (1946) — за серию литографий «Ленинград в дни блокады» (1942—1944)
- Государственная премия СССР (1973 — посмертно) — за оформление и иллюстрации к сборнику рассказов Л. Н. Толстого «Филипок. Страницы из „Азбуки“»
- Медаль «За оборону Ленинграда»
- Медаль «В память 250-летия Ленинграда»
- Медаль «В ознаменование 100-летия со дня рождения Владимира Ильича Ленина»
- Медаль «За доблестный труд в Великой Отечественной войне 1941—1945 гг.»